# Оногіа
Оногіа (груз. ონოღია) — село в Грузії.
За даними перепису населення 2014 року в селі проживає 778 особи.